# Pseudanaesthetis rufipennis
Pseudanaesthetis rufipennis là một loài bọ cánh cứng trong họ Cerambycidae.